# ジャーマンウイングス9525便墜落事故
ジャーマンウイングス9525便墜落事故（ジャーマンウイングス9525びんついらくじこ、ドイツ語: Germanwings-Flug 9525）は、2015年3月24日にスペイン・バルセロナからドイツ・デュッセルドルフに向けて飛行していたドイツの格安航空会社（LCC）・ジャーマンウイングスの定期便が、精神が不安定な副操縦士が意図的に機首を下げ続けたことにより、フランス南東部のアルプ＝ド＝オート＝プロヴァンス県に墜落した航空事故である。

## 機体

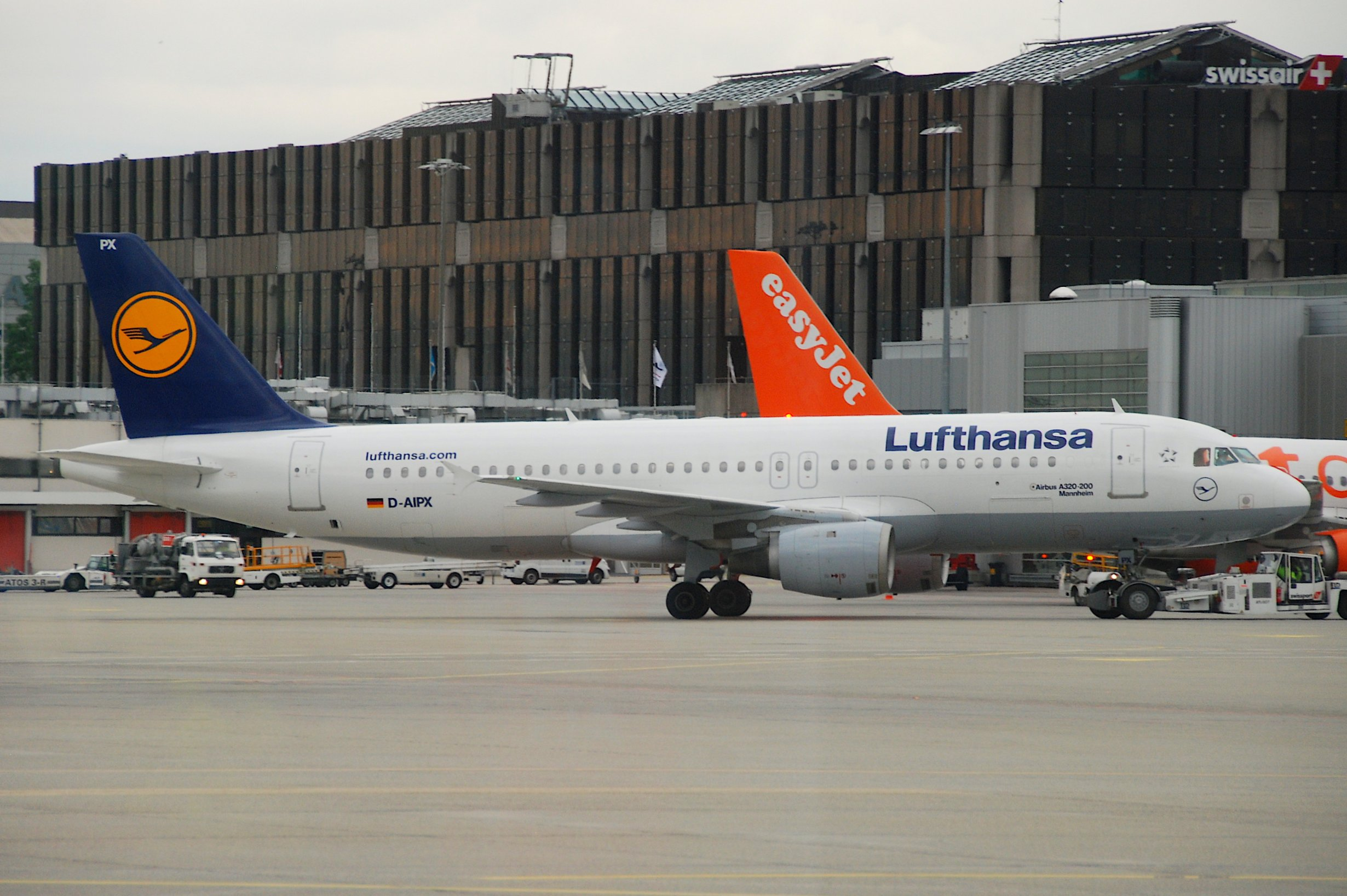
ルフトハンザで運用中の事故機

事故当該機はエアバスA320-211（機体記号:D-AIPX、1990年製造、製造番号:147、定員:168名）で、1991年にエアバス社からジャーマンウイングスの親会社であるルフトハンザドイツ航空へ新造機として引き渡された後、2003年にジャーマンウイングスへ移籍。その後2004年にルフトハンザへ戻り、 2014年1月31日に再びルフトハンザからジャーマンウイングスに移籍した中古機であった。
事故時点での機齢は24.3年で、これまでの飛行時間は58,300時間である。重整備は2013年夏、最後の整備は事故前日の2015年3月23日に行われていた。当該機はこれまでに重大事故に遭遇した記録はない。
エアバスA320とその派生型は、1987年の初飛行以来、シリーズ全体で6,400機以上が生産された、エアバスのベストセラー機で、格安航空会社に限らず、各国のフラッグ・キャリアでも採用されている。

## 乗員と乗客
事故機には乗客144名と乗員6名が搭乗していたが、全員死亡した。事故機の乗客の中には交換留学先から帰国するドイツのヨーゼフ・ケーニッヒ高校（Joseph-König-Gymnasium, ドイツ語版）の生徒16名および教員2名が含まれていた。また、搭乗者名簿に日本人男性2名が含まれていることも確認されており、日本国政府により安否確認の調査が行われた。同時に、日本企業の社員である現地人も名簿に含まれており、関係各社が安否確認を行った。全員の国籍は以下の表のとおり。
| 国籍           | 人数 | 出典   |
| -------------- | ---- | ------ |
| ドイツ         | 72   | [ 9 ]  |
| スペイン       | 51   | [ 10 ] |
| カザフスタン   | 3    | [ 11 ] |
| イギリス       | 3    | [ 12 ] |
| アルゼンチン   | 3    | [ 13 ] |
| オーストラリア | 2    | [ 14 ] |
| コロンビア     | 2    | [ 15 ] |
| イラン         | 2    | [ 16 ] |
| 日本           | 2    | [ 6 ]  |
| メキシコ       | 2    | [ 17 ] |
| モロッコ       | 2    | [ 18 ] |
| アメリカ       | 2    | [ 19 ] |
| ベネズエラ     | 2    | [ 20 ] |
| ベルギー       | 1    | [ 21 ] |
| チリ           | 1    | [ 22 ] |
| デンマーク     | 1    | [ 23 ] |
| イスラエル     | 1    | [ 24 ] |
| オランダ       | 1    | [ 25 ] |
| トルコ         | 1    | [ 26 ] |
| 合計           | 150  |        |

## 事故の経過

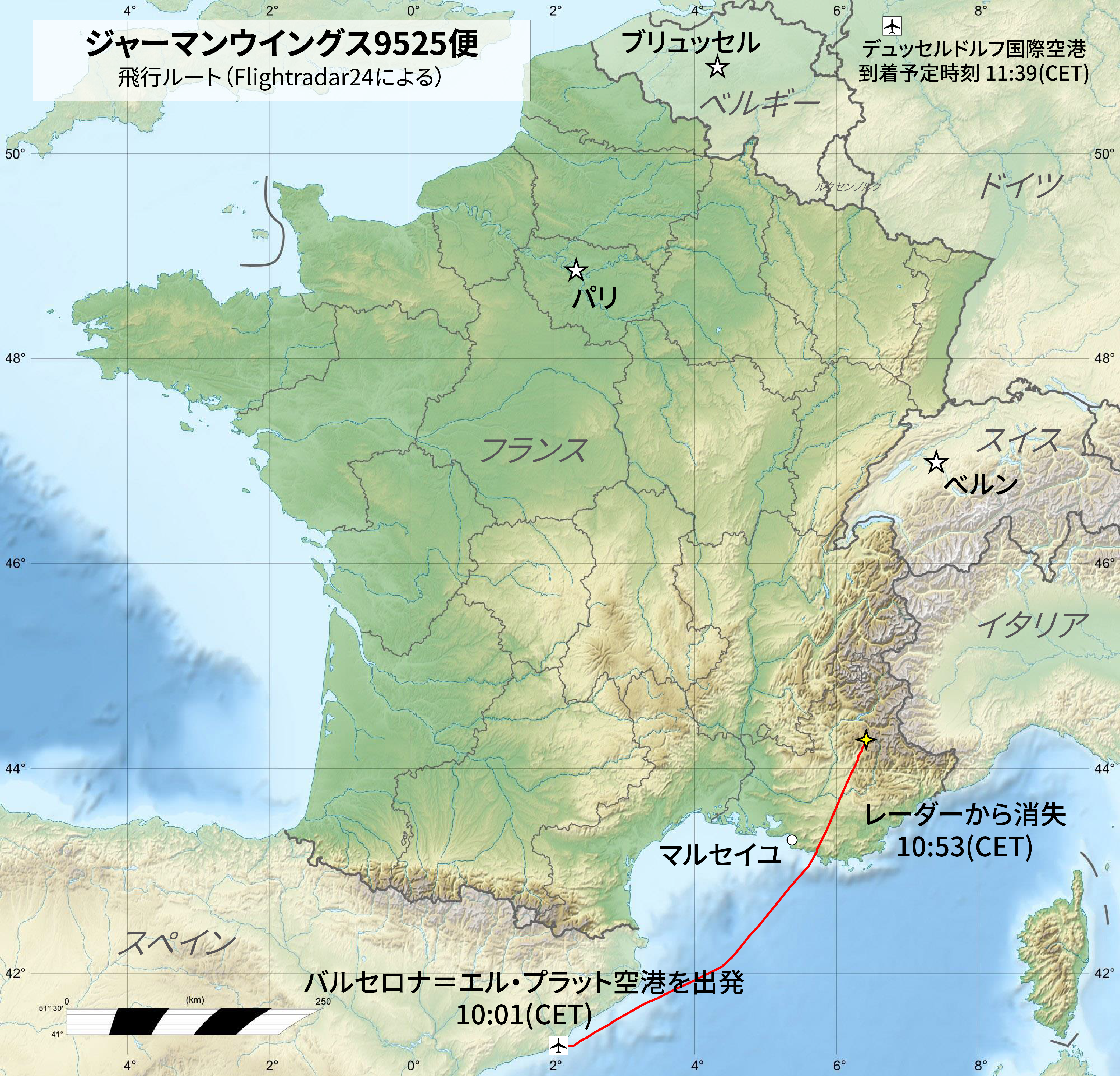
9525便の飛行ルート（クリックで拡大）

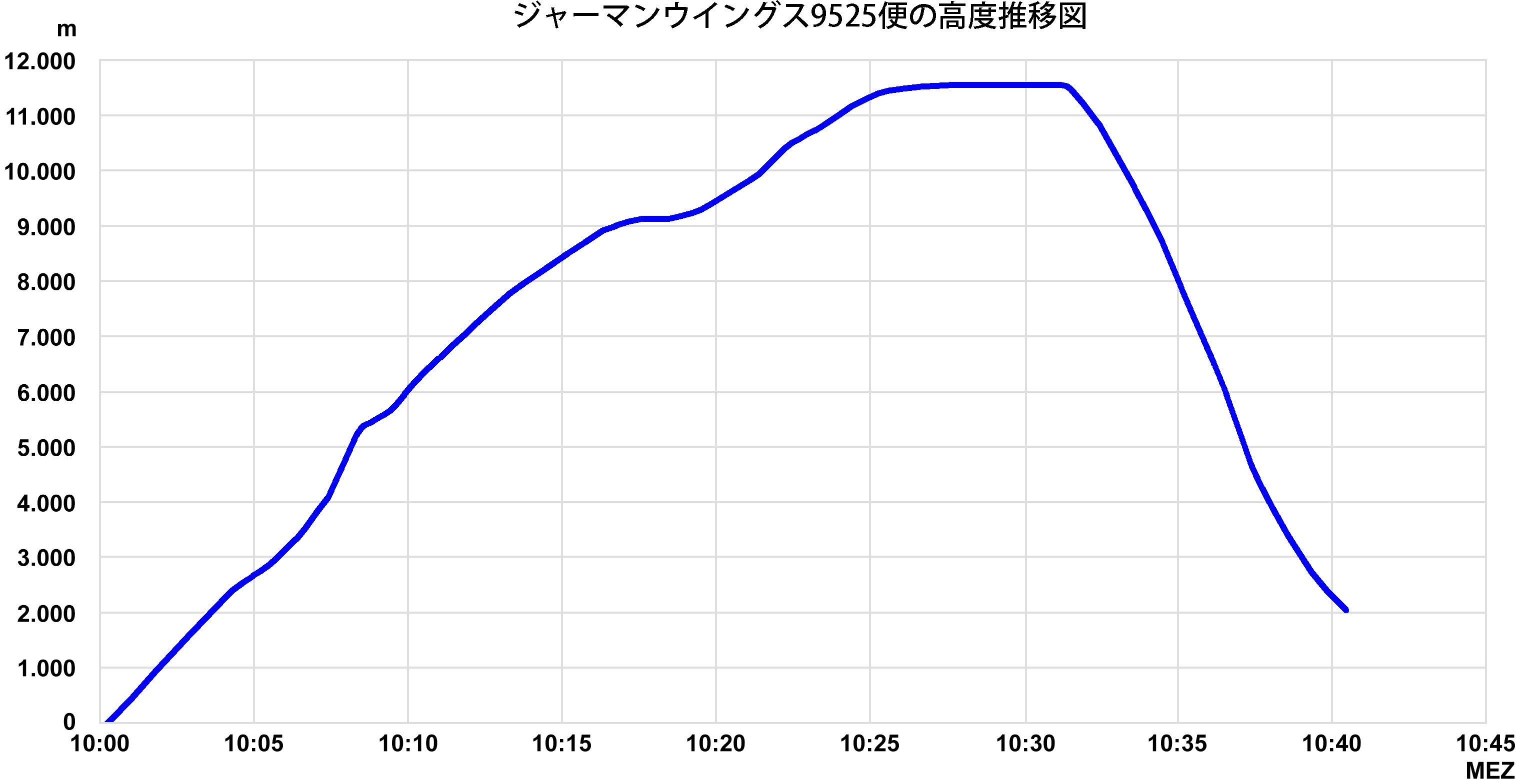
9525便の飛行高度推移図

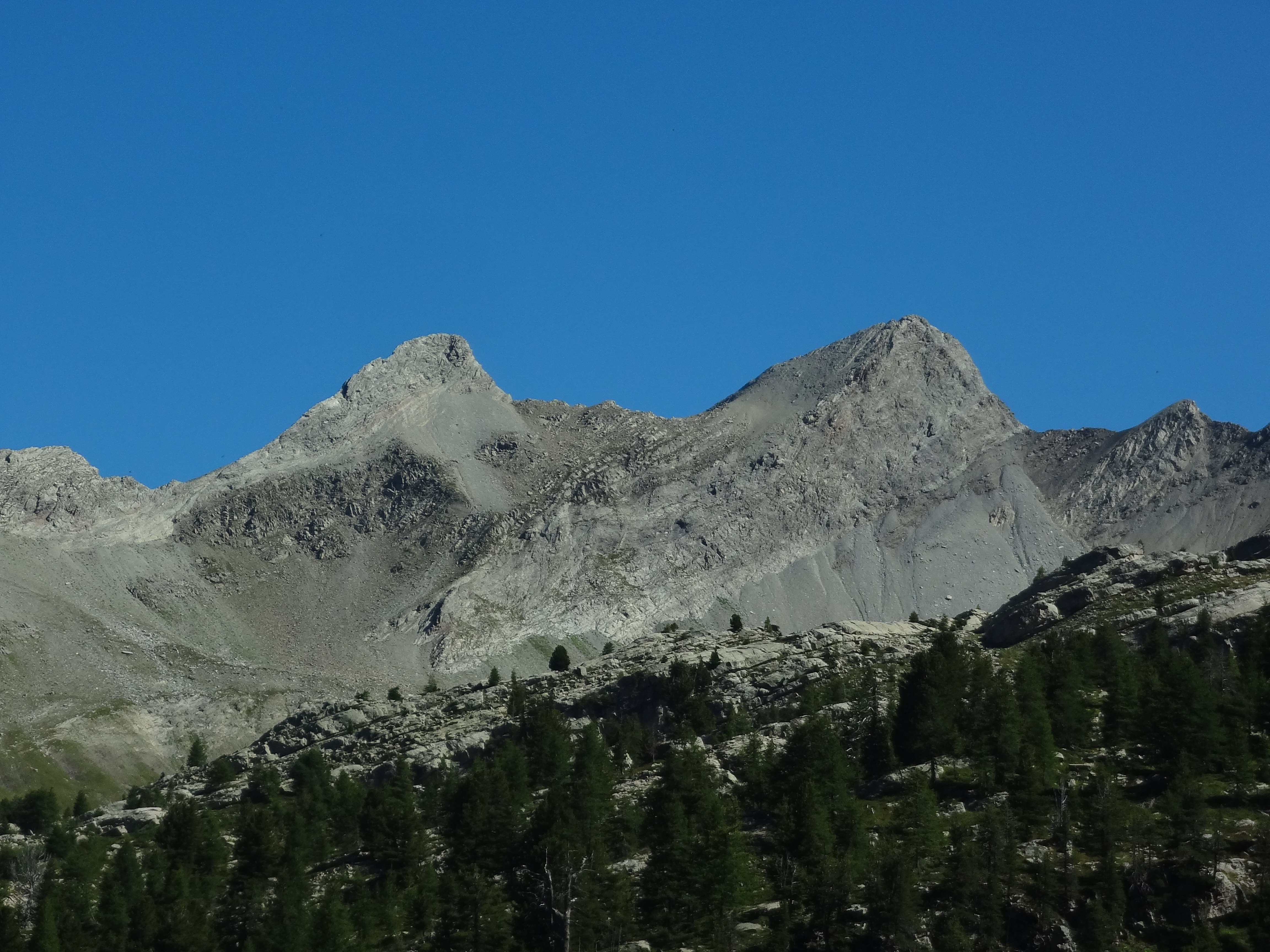
事故現場となった Massif des Trois-Évêchés

ジャーマンウイングス9525便（4U9525便）は、同社の定期運航便としてスペインのバルセロナ＝エル・プラット空港を定刻から26分遅れとなる10時1分（中央ヨーロッパ時間）に出発、デュッセルドルフ空港に向けて飛行していた。
バルセロナを離陸した後、地中海上空を高度38,000フィート（約11,600メートル）で飛行していたところ、午前10時30分頃にフランスのヴァール県上空において急に降下を開始し、10時53分に高度6,000フィート（約1,800メートル）付近で管制レーダーから機影が消失し、アルプ＝ド＝オート＝プロヴァンス県プラド＝オート＝ブレオーヌのアルプス山中に墜落した。墜落した現場はフランス南東部のニースから北西およそ100キロメートルにあるアルプス山脈の標高2,000メートル付近で、ディーニュ＝レ＝バンとバルスロネットの中間付近である。
機体および積み荷や遺体は、標高2,000メートル付近の岩肌と低木の入り交ざる斜面に約2キロメートルに渡り散乱しており衝撃の激しさを示している。アルプスの急斜面への激しい衝突で乗客はおろか、機体は木っ端微塵となった。機体の破片が散り散りになるほどであったため、遺体の身元特定は困難を要し、最終的にはDNA解析で判別された。
墜落までの間に、緊急事態宣言など一切の交信がなかった。フランス当局は回収したボイスレコーダーの解析を行った。破損しにくいはずのボイスレコーダーも衝突によって大きく破損したが、機体後方にあった事も幸いして音声解析に支障はなかった。

## 事故原因
2016年3月14日に発表されたBEAの最終報告書によると、事故の原因は、操縦士が故意に墜落させたことである。事故機の操縦士は2名であったが、機長が離席した隙に、副操縦士によって犯行が行われた。機長は機体の異変に気付いていたが、副操縦士が、ハイジャック対策のために強化された操縦室のセキュリティを悪用したため、機長は操縦室に入ることができなかった。
事故直後は、様々な推測が報道された。
- 機内与圧が保てなくなり、パイロットが意識不明に陥ったとするもの（ヘリオス航空522便墜落事故など）[39]。
- ソフトウェアの不具合による意図せぬ機首降下が起きたとするもの。2008年にカンタス航空のエアバスA330機のソフトウェアに不具合（ソフトウェアのバグやエラー）があったために72便が急降下する事故に繋がったが、この不具合はエアバスA320も対象であるとメーカーに認定されている（詳細はエアバスA320参照）[40]。

しかし、事故2日後にはボイスレコーダーの解析が進み、墜落は副操縦士による自殺行為であった可能性が高まった。これは、墜落に至るまで操縦席と管制との交信が一切なかったこと、全く減速せずに山へ突っ込んだことなどの、墜落直前の状況と矛盾しない。
以下に、2015年時点での旅客機の一般的な操縦室扉開錠の仕組みを示す。
- 操縦室の扉は、外からは暗証番号で入室するナンバー錠方式
- 機内にテロリストがいた場合などに備え、暗証番号入力に加えて、操縦席のレバー操作で施錠継続または解錠を選択できる
- 操縦席のレバーを施錠状態にしていても、暗証番号入力後に解錠を促す呼び出し音が鳴る。呼び出しを無視して何も操作をしなければ数十秒後に解錠される
- インターフォンで呼びかけて解錠してもらうこともできる

事故直前、急降下前に機長が離席し室外に出て、戻ったところ暗証番号ではドアが開かず、何度ドアを叩いてもインターフォンで呼びかけても操縦席から反応がなく、しまいにはドアを斧で破壊しようとしていた痕跡があり、その音声記録はドア施錠後から墜落に至るまで、会話や発声が一切なかった。
この日の現地時間13:00過ぎ、事故の捜査を進めているフランスのマルセイユ検察が行った記者会見で、そうした事実が公式に発表された。また副操縦士は、最後まで正常な意識がある状態であり、飛行機を破壊したいと考えていた可能性が高い、としたが、テロではなく、自殺だという認識を示した。
これを受けて、容疑者の母国であるドイツの検察当局は26日に、事故現場であるフランスの検察当局の要請もあり、容疑者宅を殺人容疑を視野に家宅捜索し、親族や知人にも事情聴取した。聴取および取材に対し知人の1人は、本人が訓練中に休養した時期の様子について「燃え尽き症候群のようで相当落ち込んでいた」と証言している。また今回の事故を受けて航空各社は再発防止策として、操縦室には常に2名以上を配置することなどを発表した。
こうした操縦士の暴挙による墜落事故は以前から、各国の旅客機運航で何度か発生している（「関連項目」も参照）が、これについて日本の専門家は、航空会社の経営危機やLCC普及に伴う、賃金削減や就業時間の増加、リストラの横行が背景にあると指摘している。一方で、事故を機に「LCCは危ない」といったマスメディアの決めつけに警鐘を鳴らす専門家の声もある。
27日のドイツ検察の発表によると、容疑者は医師の診察を受けて「乗務禁止」を幾度も診断されながらもこれを隠していたことが明らかになり、それが明記された事故当日の診断書も見つかった。またドイツ現地紙はこの日、容疑者が失恋に悩んでいたことも報じている。この現地紙が28日に掲載した恋人へのインタビューでは、薄給の割に仕事へのプレッシャーが多いことへの不満を漏らし、精神科の診察を受けていることを告白され、実際に精神不安定な面があったと言い、「そのために機長への夢を絶たれたと悲観したのではないか」と告白している。またフランスの大手無料紙によると、容疑者は幾度も墜落現場の近隣、ディーニュから北西20キロメートルにあるシストロンにレジャーで訪れていたと言い、レジャークラブの職員は、わざわざこちらへ墜落しにきたのではないかと記者に語った。またドイツ紙によると、網膜剥離の視力低下により治療していたことも判明し、これも職務続行困難の要因となり、犯行動機となった可能性があるという。
その後の現地調査の進行により、フライトレコーダーが回収され、操縦の詳しい経緯も判明した。副操縦士は機体が降下姿勢に移ったあとも幾度も加速を繰り返しており、激突後に山の斜面に遺体や瓦礫が深く食い込んで細かく砕け散っていた理由を裏付けている。また、機長がトイレにいくよう仕向けるために飲み物に薬物を混入した可能性が捜査によって浮上している。
2016年3月14日にBEAが最終報告書を発表。副操縦士による故意の墜落と断定された。また、操縦士の精神疾患の際、医師の守秘義務解除に関してルールを明確化するように提言された。更に、操縦席のドアの開閉にも改善が行われて、以前より出入りが容易になるようにされた。

## 航空会社・関係機関・各国の反応

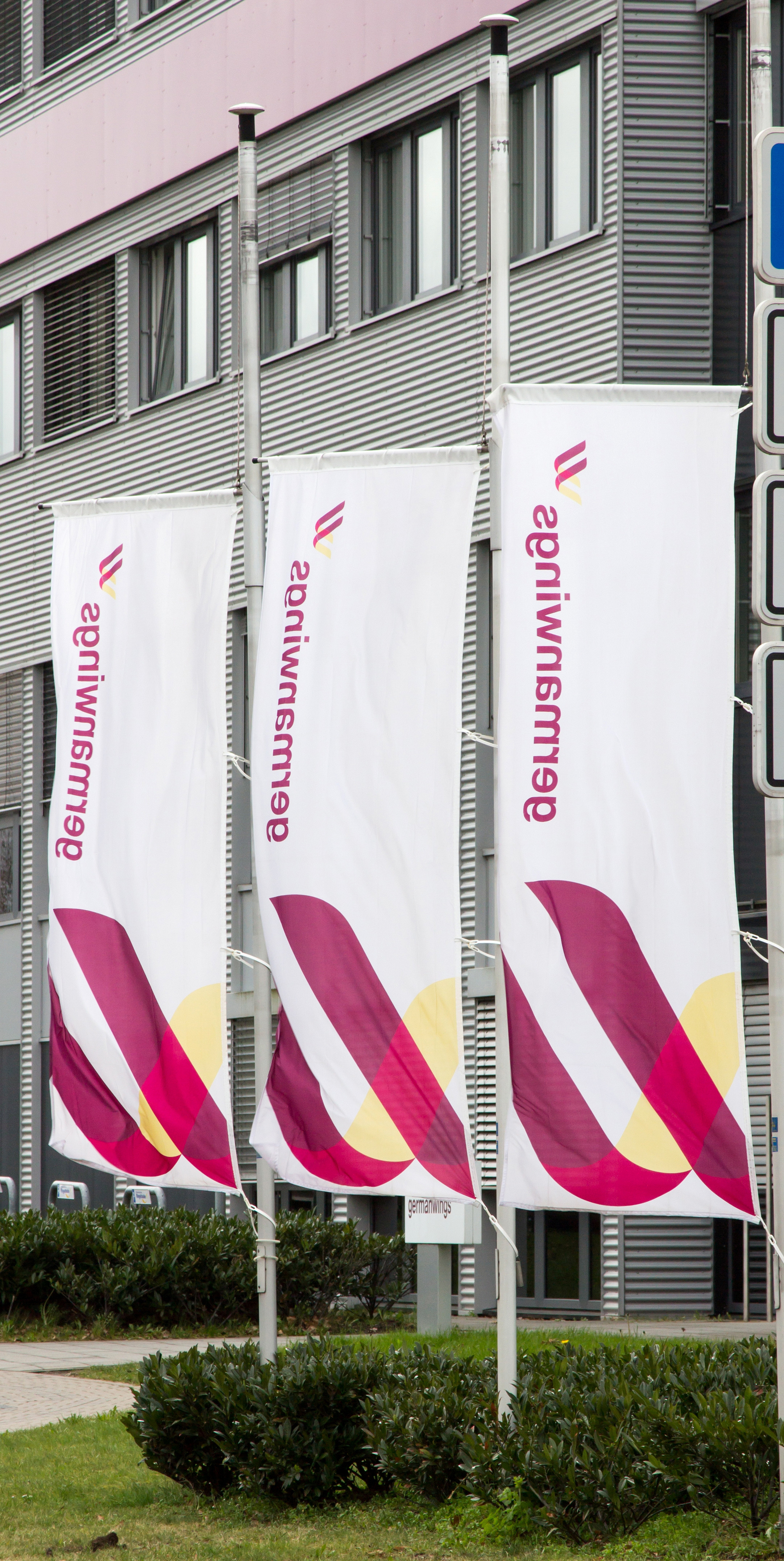
墜落事故を受けてケルンのジャーマンウイングス本社では社旗を半旗にした。

ジャーマンウイングスおよびルフトハンザドイツ航空
ジャーマンウイングスの親会社であるルフトハンザドイツ航空は、事故後に「9525便に何が起きたかは不明であり、我々はさらなる情報収集に全力を尽くす。（事故が起きた日は）ルフトハンザにとって暗黒の日であり、生存者が発見されることを願っている」という声明を発表した。
ジャーマンウイングスおよびルフトハンザドイツ航空は、乗客・乗員の無事を祈るため、公式サイトや公式SNSのロゴをグレースケールのものに変更し、「#indeepsorrow」（深い悲しみの中にある）という言葉をロゴの下に書き加えている。
国際定期航空操縦士協会連合会（IFALPA）
航空会社のパイロットで構成される同会は、事故直後にコクピットボイスレコーダー（CVR）の記録内容がリークされた事に対し、国際合意のある原則に違反すると指摘し、非難する声明を発表した。
フランス
フランスのフランソワ・オランド大統領は、事故発生後に開いた会見の中で「状況は明らかになっていないが、生存者はいないであろう」という見方を明らかにし、その上で、現場に捜査当局を派遣して、原因の究明を急ぐ方針を示し、カズヌーブ内相を現地に派遣。フランス内務省は「墜落したエアバス機の残骸がフランス南東部のバルスロネット近くで見つかった」と発表した。そのため、救助活動を始めているという。フランスのバルス首相は「142人から150人が死亡したのではないか」としたうえで、「墜落の原因はわからない」と話している。オランド大統領は「乗客の多くがドイツ人だった」とした上で、墜落した場所は「近づくのが難しい場所だ」と指摘。また、オランド大統領は24日にも、スペイン国王のフェリペ6世とドイツのアンゲラ・メルケル首相と電話で協議することにしている。
スペイン
事故当時、国賓としてパリに向かっていたフェリペ6世国王は、「オランド大統領およびスペインのマリアーノ・ラホイ・ブレイ首相との会談により、フランスへの公式訪問を延期することに決定した」と述べ、滞在を切り上げてスペインへの帰国を早めることを明らかにした。
ドイツ
ドイツのアンゲラ・メルケル首相は、事故翌日には現場に向かうことを表明した。また、「ドイツ・フランス・スペインが、この事故によって深く喪に服すことになった」と述べている。
各国・地域の行政機関
欧州航空安全機関（EU）
欧州連合で航空分野を担当する専門機関の欧州航空安全機構（EASA）は、航空機の運航中は操縦室内に常時二人がいることを求める暫定勧告を3月27日に出した。
国土交通省（日本）
太田昭宏国土交通大臣は、3月31日の閣議後記者会見で「操縦室での常時2人体制の義務付けについて、航空会社と連携して日本でも検討を進めたい」と述べた。その後、4月28日付で日本国内の航空会社に対して、操縦室内に2人以上が常駐することを暫定的に義務付けた。従来の航空法などの規則では、操縦士1人が離席した際の規則は各航空会社に委ねられており、操縦室に客室乗務員を配置するなどして2名体制を維持することは義務付けられていなかった。

## この事故を扱った番組
- メーデー!:航空機事故の真実と真相 第16シーズン第7話「Murder In The Skies」

### パイロットの意図的な操作による航空事故
未遂・断定不能、また犯人が操縦士ではないが自殺目的で機体を破壊した事例も含む。
- 操縦者による自殺
- 日本航空350便墜落事故 - 1982年2月、日本航空350便（ダグラス DC-8型機）に乗務していた統合失調症を抱えた機長が、東京国際空港への着陸直前に突如逆噴射をかけて、自殺を図った（実際には未遂に終わった）。副操縦士と航空機関士が異変に気付き、機長を羽交い締めにした後機体を立て直そうとしたが、間に合わず東京湾に墜落。搭乗していた174名の内24名が犠牲になった。なおこの事故はホテルニュージャパン火災の翌日に発生したため、社会に大きな衝撃を与えた。
- パシフィック・サウスウエスト航空1771便墜落事故 - 1987年12月7日、PSAの親会社を解雇された元従業員が、この便に搭乗していた元上司やパイロットなどを射殺後、意図的に機体を墜落させた。1771便は墜落時に重力の5000倍の力が加わっていたため、前述のように残骸は木っ端微塵と化し、乗員乗客43名が全員死亡しただけでなく、遺体も破片と化し、身元の特定が困難だった。
- フェデックス705便ハイジャック未遂事件 - 1994年4月7日、デッドヘッドとして乗り込んだ航空機関士が自殺のためハイジャックを企てたが、パイロットに反撃され失敗に終わった。
- ロイヤル・エア・モロッコ630便墜落事故 - 1994年8月21日、ロイヤル・エア・モロッコのATR42型機がアトラス山脈に墜落。ボイスレコーダーに残された記録から機長による意図的な墜落と判明している。なお、犠牲者の中には、クウェートの王子とその妻も含まれていた。
- シルクエアー185便事故 - 1997年12月、シルクエアー185便（ボーイング737型機）の機体が突如急降下し、ムシ川に墜落した。原因は株の失敗などで多額の借金を抱えていた機長の自殺とされているが、ブラックボックスが意図的に止められていたため、真相は未だ分かっていない。
- エジプト航空990便墜落事故 - 1999年10月、エジプト航空990便（ボーイング767型機）で、機長が離席した時に副操縦士が「神を信頼する」と呟きながら機体を急降下させた。機長が席に戻り立て直そうとしたが、エンジンが脱落するなど急降下中のダメージが大きかったため、大西洋に叩きつけられるように墜落した。アメリカ側の調査報告書では副操縦士の自殺と断定しているが、エジプト側は機体に何らかの不備があり、それをクルーたちが是正しようと試みたと主張し、両国の調査官が対立した。
- LAMモザンビーク航空470便墜落事故 - 2013年11月、機長が副操縦士をコックピットから締め出し、自動操縦の高度を地表より低い高度に設定したためナミビアの国立公園に墜落。ジャーマンウイングス事故の1年少し前に起きたばかりか発生状況が酷似していたこともあり、この事故の原因究明が徹底されていればジャーマンウイングスの事故は防げていた可能性が大きかったという指摘もある。